# Seerp van Galama
Seerp van Galema (Koudum, 25 oktober 1528 - Hoxwier, 22 januari 1581), zoon van Gale en Foek van Hoxwier.
Hij was in zijn jongere jaren hoveling in Mantgum en Koudum. In 1564 huwde hij met His van Botnia. Hij verzette zich tegen de Spaanse overheersing en vocht in de Slag bij Jemmingen, waardoor hij in 1568 door Alva werd verbannen. Hij heeft geholpen met de bevrijding van Stavoren en Franeker en van 1577 tot 1581 was hij grietman van Baarderadeel.